# Río Gualeguay
Río Gualeguay är ett vattendrag   i Argentina.   Det är beläget i provinsen Entre Ríos, i den centrala delen av landet, 190 km nordväst om huvudstaden Buenos Aires, och mynnar ut i Paranafloden. 
Omgivningen kring Río Gualeguay består huvudsakligen av våtmarker och området är  mycket glesbefolkat, med 2 invånare per kvadratkilometer.